# Departe de lumea dezlănțuită (film din 1967)
Departe de lumea dezlănțuită (în engleză Far from the Madding Crowd) este un film dramatic epic britanic din 1967, adaptat după cartea cu același nume din 1874 a lui Thomas Hardy. Filmul, cu Julie Christie, Alan Bates, Terence Stamp și Peter Finch în rolurile principale și regizat de John Schlesinger⁠(d), a fost al patrulea film al lui Schlesinger (și a treia colaborare cu Christie). El a marcat o schimbare stilistică de la operele sale anterioare, care explorează moravurile urbane contemporane. Imaginile au fost filmate de Nicolas Roeg, iar muzica a fost compusă de Richard Rodney Bennett⁠(d). De asemenea, sunt folosite cântece populare tradiționale în diferite scene ale filmului.
A fost nominalizat la un premiu Oscar pentru cea mai bună muzică originală și la două premii BAFTA: pentru cea mai bună imagine a unui film britanic (color) și cele mai bune costume într-un film britanic (color) (Alan Barrett).

## Distribuție
- Julie Christie — Bathsheba Everdene
- Terence Stamp — Frank Troy
- Peter Finch — William Boldwood
- Alan Bates — Gabriel Oak
- Fiona Walker⁠(d) — Liddy
- Prunella Ransome — Fanny Robin
- Alison Leggatt⁠(d) — doamna Hurst
- Paul Dawkins — Henry Fray
- Julian Somers⁠(d) — Jan Coggan
- John Barrett⁠(d) — Joseph Poorgrass
- Freddie Jones⁠(d) — Cainy Ball
- Andrew Robertson⁠(d) — Andrew Randle
- Brian Rawlinson⁠(d) — Matthew Moon

## Producție
Acțiunea filmului respectă aproape fidel acțiunea cărții.
Bugetul a fost de 3 milioane de dolari, dintre care 80% au fost asigurate de MGM și 20% de Anglo-Amalgamated⁠(d).
Filmul a fost filmat în mare parte în diferite locuri din Dorset și Wiltshire.

## Lansare
Filmul a avut premiera pe 16 octombrie 1967 la Odeon Marble Arch⁠(d), la care au participat prințesa Margaret și lordul Snowdon.

## Recepție
Filmul a avut rezultate bune la cinematografele din Marea Britanie, dar a fost un eșec comercial în SUA.
Departe de lumea dezlănțuită a obținut recenzii mixte-pozitive din partea criticilor; filmul are un rating de aprobare de 64% pe site-ul Rotten Tomatoes, pe baza a 28 de recenzii.

## Premii
Premii obținute
- Premiul National Board of Review pentru cel mai bun film
- Premiul National Board of Review pentru cel mai bun actor (Peter Finch)

Nominalizări
- Premiul Oscar pentru cea mai bună muzică originală
- Premiul Globul de Aur pentru cel mai bun film – dramă
- Premiul Globul de Aur pentru cel mai bun actor – dramă (Alan Bates)
- Premiul Globul de Aur pentru cea mai bună actriță în rol secundar (Prunella Ransome)
- Premiul BAFTA pentru cea mai bună imagine
- Premiul BAFTA pentru cel mai bune costume